# Il grido (Giorgio Gaber)
Il grido è considerato uno dei brani più drammatici del repertorio gaberiano.
Il brano, scritto da Sandro Luporini per il testo e da Giorgio Gaber per la musica, figura per la prima volta nell'album Un'idiozia conquistata a fatica. Gaber 97/98 nel 1998 (di cui poi ci sarà una seconda versione l'anno successivo). In questi anni Gaber portò a teatro anche uno spettacolo intitolato Un'idiozia conquistata a fatica in cui vi era l'interpretazione di tale brano.
Il brano poi viene inserito anche nella raccolta postuma del 2006 Con tutta la rabbia, con tutto l'amore.

## Cover
Il brano negli anni è stato molto reinterpretato da Paolo Rossi a Noemi a Neri Marcorè ed altri ancora soprattutto al Festival teatro canzone Giorgio Gaber.
Neri Marcorè ne fa una reinterpretazione all'interno dello spettacolo Eretici e corsari
Paolo Rossi reinterpreta il brano alla VI edizione del Festival teatro canzone Giorgio Gaber.

### Versione di Noemi
Nel 2012 viene pubblicato l'album tributo a Giorgio Gaber, Per Gaber... io ci sono a cui Noemi partecipa con il brano Il grido. La cantante aveva già interpretato il brano durante l'VIII edizione del Festival teatro canzone Giorgio Gaber.